# Hydroxid lithný
Hydroxid lithný je anorganická sloučenina s chemickým vzorcem LiOH. Jedná se o silnou zásadu, podobně jako v případě ostatních hydroxidů alkalických kovů a kovů alkalických zemin, například hydroxidu sodného nebo draselného. Má podobu bílých hygroskopických krystalů. Je dobře rozpustný ve vodě, mírně rozpustný v ethanolu. Prodává se jako bezvodý nebo jako monohydrát.

## Použití
Hydroxid lithný se používá k odstraňování oxidu uhličitého ze vzduchu nebo jiných plynů. Využívá se také jako médium pro přenos tepla, jako elektrolyt v bateriích a jako katalyzátor pro polymeraci. Využívá se i při výrobě keramických materiálů a sloučenin lithia, zejména stearátu lithného (používaného do plastických maziv díky jeho odolnosti vůči vodě a vysokým i nízkým teplotám). Hydroxid lithný izotopicky obohacený o 7Li se používá pro alkalizaci chladicího média v tlakových vodou chlazených jaderných reaktorech (zvyšuje odolnost proti korozi).

## Výroba
Hydroxid lithný se vyrábí rozpouštěním lithia nebo oxidu lithného ve vodě. Reakce probíhají takto:
2 Li + 2 H2O → 2 LiOH + H2
Li2O + H2O → 2 LiOH
LiOH(aq) je silná zásada.
Protože lithium rychle (avšak ne bouřlivě) reaguje s vodou, je třeba lithiové baterie chránit před kontaktem s vodou.
Průmyslově se hydroxid lithný vyrábí metatetickou reakcí mezi uhličitanem lithným a hydroxidem vápenatým:
Li2CO3 + Ca(OH)2 → 2LiOH + CaCO3

## Reakce
Hydroxid lithný se používá v systémech pro čištění vzduchu v kosmických lodích (kanystry s hydroxidem lithným v měsíčním modulu a ve velitelském modulu umožnily přežití astronautů v lodi Apollo 13), ponorkách a dýchacích přístrojích, kde odstraňují vydechovaný oxid uhličitý a vodu:
2 LiOH·H2O + CO2 → Li2CO3 + 3 H2O
Nebo:
2LiOH + CO2 → Li2CO3 + H2O
Ve druhém případě se využívá bezvodý hydroxid lithný. Tato volba bývá preferována protože bezvodá látka má menší hmotnost a při reakci vzniká méně vody. Jeden gram bezvodého hydroxidu lithného odstraní 450 cm3 plynného oxidu uhličitého. Monohydrát ztrácí svou vodu při teplotě 100–110 °C.
Při reakci plynného fluorovodíku (např. z odpadních plynů při výrobě hliníku) s hydroxidem lithným vzniká fluorid lithný:
LiOH(aq) + HF → LiF + H2O.
Fluorid lithný je zásaditá sloučenina.